# Monts Lattari
Les monts Lattari sont un massif montagneux italien qui constitue l'épine dorsale de la péninsule de Sorrente en Campanie. Ils culminent au Monte Sant'Angelo a Tre Pizz à 1 444 m d'altitude.

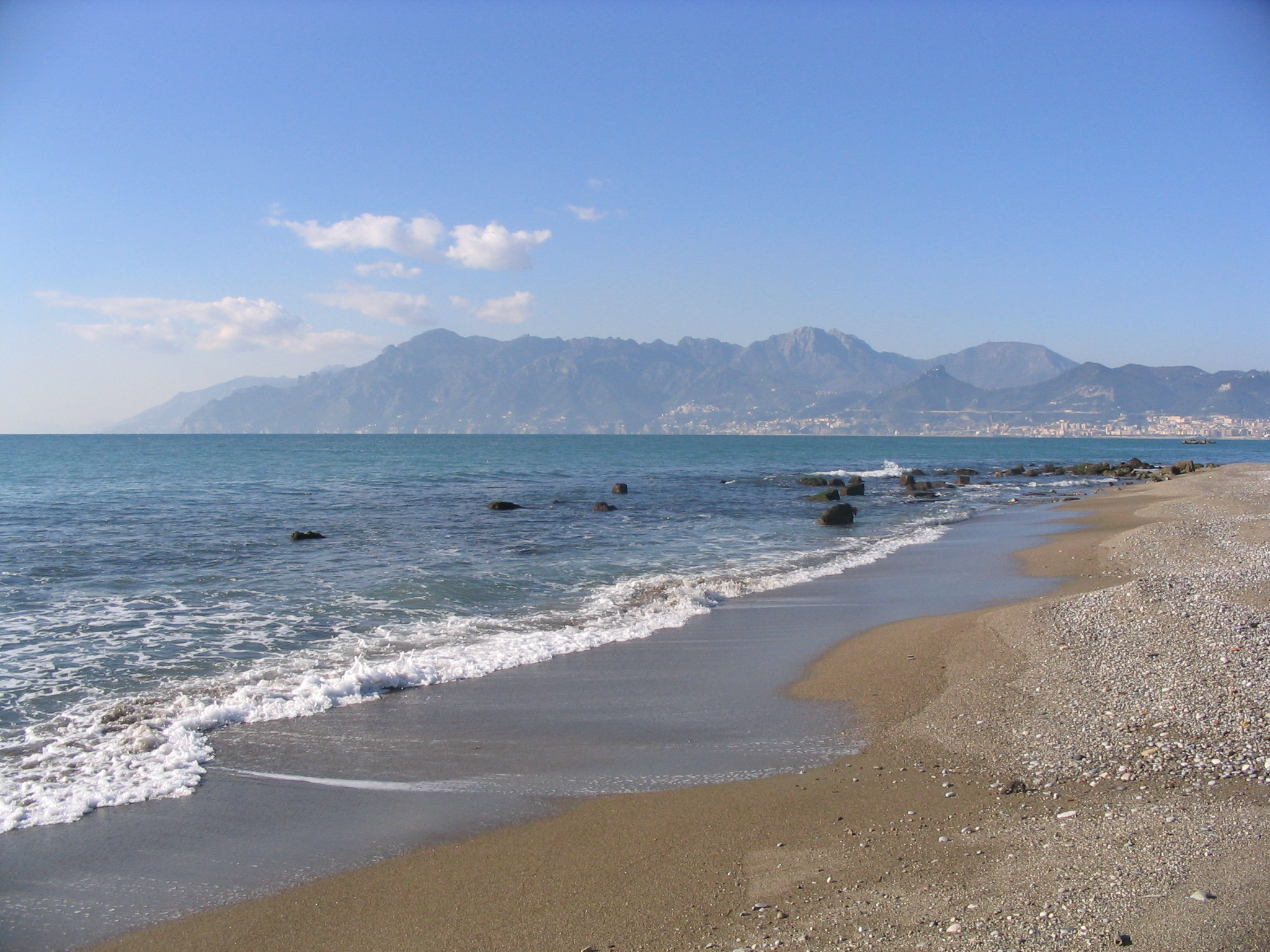
Vue depuis le golfe de Salerne.

## Source
- (it) Cet article est partiellement ou en totalité issu de l’article de Wikipédia en italien intitulé « Monti Lattari » (voir la liste des auteurs).